# トゥールガウ州

トゥールガウ州の位置

トゥールガウ州（トゥールガウしゅう、Kanton Thurgau [ˈtuːɐ̯ga͜ʊ]] ( 音声ファイル)）は、スイスのカントン（州）。人口は26万7429人（2015年12月）。州都はフラウエンフェルト。5つの行政区に分かれている。ドイツ語圏。

## 地理

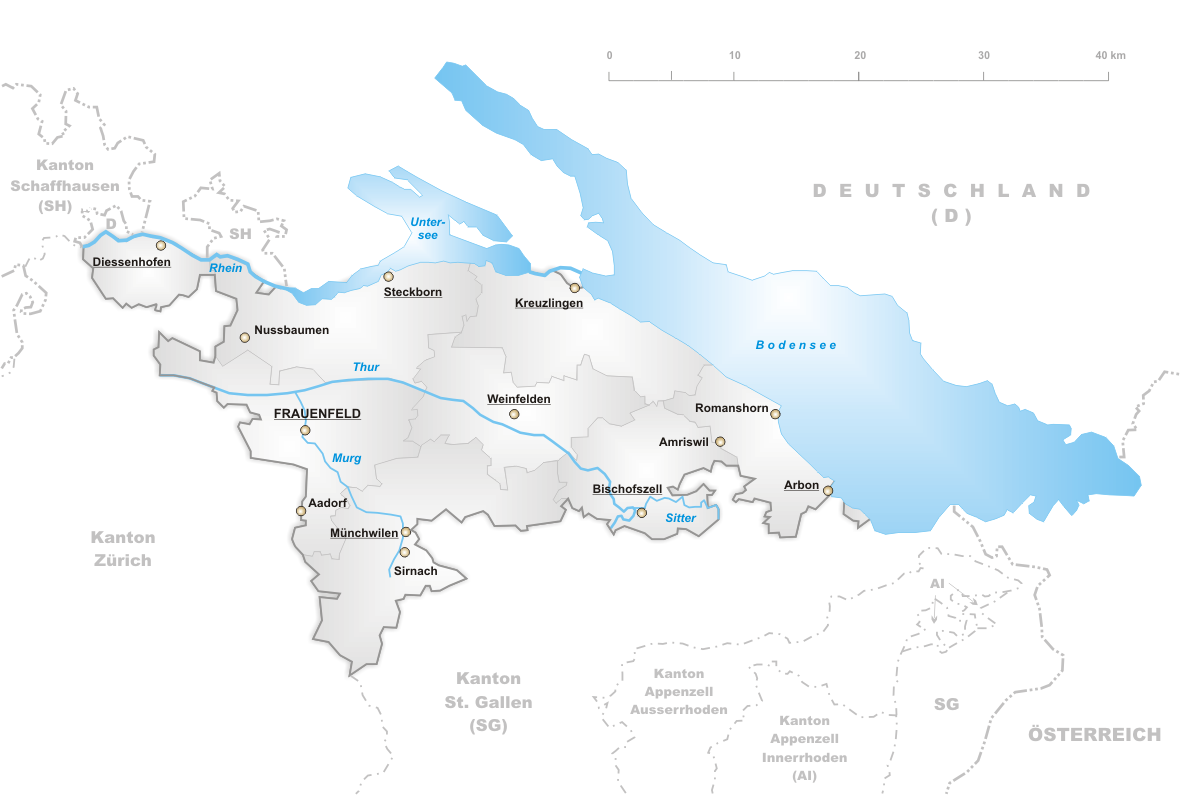
トゥールガウ州の地図

トゥールガウ州はスイスの北東に位置している。

### 隣接している州
- 北東:ボーデン湖(対岸はドイツ,オーストリア)
- 北西:ライン川(対岸はドイツ)
- 西:チューリッヒ州、シャフハウゼン州
- 南:ザンクト・ガレン州

## 行政区
トゥールガウ州は以下の5つの行政区 (Bezirk) に分かれている。
| 行政区 (Bezirk)                 | 人口 (2015年12月) | 面積 (km²) | 中心都市 (Hauptort)             | 基礎自治体の数 |
| ------------------------------- | ----------------- | ---------- | ------------------------------- | -------------- |
| アルボン (Arbon)                | 54,931            | 69.85      | アルボン (Arbon)                | 12             |
| フラウエンフェルト (Frauenfeld) | 65,673            | 133.12     | フラウエンフェルト (Frauenfeld) | 23             |
| クロイツリンゲン (Kreuzlingen)  | 46,591            | 106.75     | クロイツリンゲン (Kreuzlingen)  | 14             |
| ミュンヒヴィーレン (Münchwilen) | 45,978            | 157.11     | ミュンヒヴィーレン (Münchwilen) | 13             |
| ヴェインフェルデン (Weinfelden) | 54,256            | 123.95     | ヴェインフェルデン (Weinfelden) | 18             |
| 合計 (8)                        | 267,429           | 862.91     | フラウエンフェルト (Frauenfeld) | 80             |